# Communauté johannique

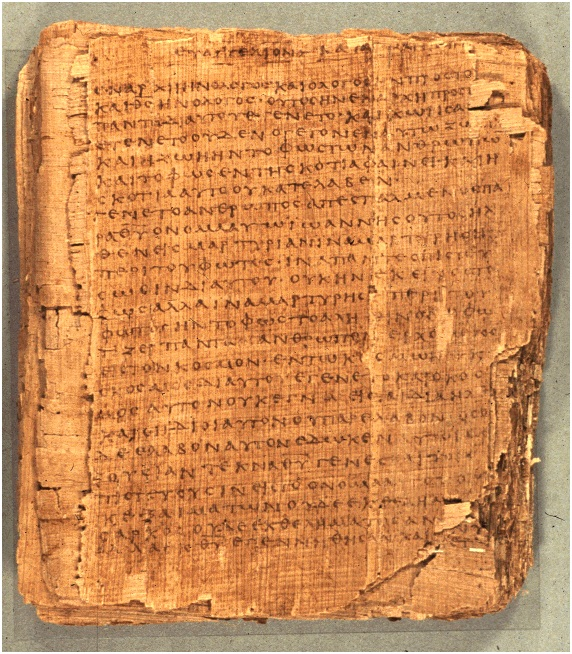
Le Papyrus 66 (Gregory-Aland), ou Codex saint Jean, v. 200.

La communauté johannique, ou école johannique, ou encore milieu johannique, désigne un groupe de chrétiens de la fin du Ier siècle qui aurait écrit collectivement, en grec, le corpus johannique, notamment l'Évangile selon Jean. Parmi les exégètes qui ont le plus étayé l'hypothèse de l'existence de cette communauté, se trouvent : Oscar Cullmann, Raymond E. Brown, Bart D. Ehrman, Harold W. Attridge, Udo Schnelle et Jean Zumstein.
La proximité de ce courant avec les Douze Apôtres fait encore débat chez les spécialistes, tout comme ses liens avec un judaïsme « orthodoxe » ou plutôt « hétérodoxe », ainsi que le lieu où il se serait établi, encore que la majorité des chercheurs penchent pour l'Asie Mineure, probablement la région d'Éphèse.
En rédigeant des écrits fondamentaux et bien distincts des évangiles synoptiques, ce groupe aurait alors joué un rôle significatif dans la formation de la « Grande Église » et dans les définitions de la christologie.

## La communauté

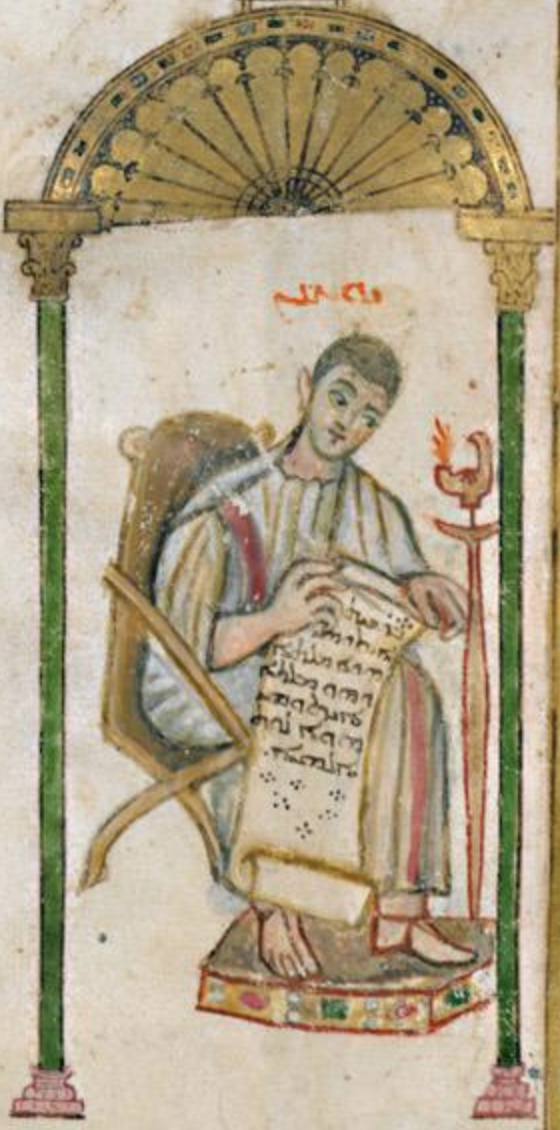
Une interprétation chrétienne syriaque de Jean l'Évangéliste, Évangiles de Rabula, VIe siècle.

La tradition chrétienne attribue à l'apôtre Jean de Zébédée la paternité du corpus johannique, c'est-à-dire l'Évangile, les trois épîtres et l'Apocalypse. Cependant, plusieurs chercheurs modernes considèrent que Jean de Zébédée n'est l'auteur d'aucun de ces textes.
Pour la majorité d'entre eux, dont l'historien américain Bart D. Ehrman, la totalité de ce corpus johannique est due à un collectif d'auteurs spécifique,. De même, pour le théologien allemand Udo Schnelle, les recherches des deux biblistes Wilhelm Bousset et Wilhelm Heitmüller suffisent à démontrer l’existence de cette « école johannique ».
Les spécialistes situent généralement cette communauté à Éphèse (Asie mineure), ou parfois à Damas (Syrie), vers 90-110,.
D'autres chercheurs considèrent toutefois que l'Apocalypse n'a pas la même origine que le reste du corpus johannique : elle serait l'œuvre d'un auteur distinct, peut-être Jean de Patmos, qui l'aurait écrite vers l'année 95, avec d'éventuelles interpolations de textes datant du début des années 60, sous le règne de Néron. Udo Schnelle, notamment, estime que l'Apocalypse présente de trop grandes différences de style et de structure avec le reste du corpus pour provenir de la même communauté.

## Le développement du corpus johannique
Sur la question de l’enchaînement des écrits johanniques, en excluant l'Apocalypse, Udo Schnelle distingue deux modèles possibles : le « modèle classique », avec la séquence : Évangile selon Jean → Première épître de Jean → Deuxième épître de Jean → Troisième épître de Jean ; et le « modèle alternatif », avec la séquence : Deuxième épître de Jean → Troisième épître de Jean → Première épître de Jean → Évangile selon Jean. Dans ce « modèle alternatif », l'ordre correspondrait au développement de la théologie johannique.
Dans l'évangile johannique, Raymond E. Brown discerne quatre phases de développement : les récits issus de l'apôtre Jean, l’édition partielle par ses disciples, la synthèse par le rédacteur et les ajouts d'un éditeur final. En outre, le chapitre 21 montre qu'un narrateur s'exprime à la première personne du pluriel (« nous »), comme la voix d'une communauté qui reprend le témoignage d'un personnage appelé le « disciple bien-aimé ».

## Bibliographie

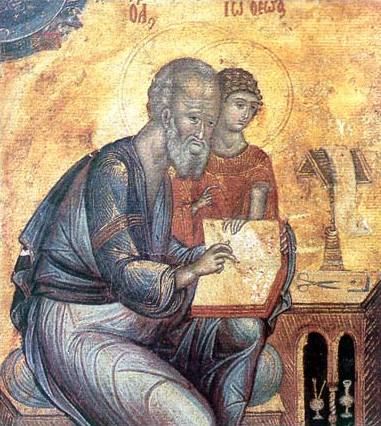
Portrait de l'apôtre Jean, évangéliaire de Radoslav, 1429, Bibliothèque nationale russe, Saint-Pétersbourg.

### Ouvrages
- Yves Marie Blanchard, Les Écrits johanniques : une communauté témoigne de sa foi, Cahiers Évangile n° 138, éditions du Cerf, décembre 2006
- Raymond E. Brown, La Communauté du disciple bien-aimé, éditions du Cerf, 1983, lire en ligne The Community of the Beloved Disciple, Paulist Press, 1979
- (en) Raymond E. Brown, The Gospel and Epistles of John : A Concise Commentary, 1988 (ISBN 978-0-8146-1283-5)
- Hans Conzelmann et Andreas Lindemann, Guide pour l'étude du Nouveau Testament, Labor et Fides, 1999  (ISBN 2-8309-0943-7)
- Oscar Cullmann, Le Milieu johannique: sa place dans le judaïsme tardif, dans le cercle des disciples de Jésus et dans le christianisme primitif, Labor et Fides, 1976
- Bart D. Ehrman, The New Testament: A Historical Introduction to the Early Christian Writings, New York/Oxford, 2004  (ISBN 0-19-515462-2)
- Camille Focant et Daniel Marguerat (dir.), Le Nouveau Testament commenté, Bayard/Labor et Fides, 2012, 4e éd.  (ISBN 978-2-227-48708-6)
- Charles E. Hill, The Johannine Corpus in the Early Church, New York, Oxford University Press, 2004
- Daniel Marguerat (dir.), Introduction au Nouveau Testament : Son histoire, son écriture, sa théologie, Labor et Fides, 2008  (ISBN 978-2-8309-1289-0)
- Claudio Moreschini, Enrico Norelli, Histoire de la littérature chrétienne ancienne grecque et latine, Labor et Fides, 2000
- Udo Schnelle, Antidoketische Christologie im Johannesevangelium. Eine Untersuchung zur Stellung des vierten Evangeliums in der johanneischen Schule (FRLANT 144), Göttingen, 1987  (ISBN 3-525-53823-5)
- Yves Simoens, sj, Croire pour aimer. Les trois lettres de Jean. Une traduction, une interprétation, éditions Facultés jésuites de Paris, 2011
- Yves Simoens, sj, Apocalypse de Jean, Apocalypse de Jésus-Christ. Une traduction. Une interprétation, éditions Facultés jésuites de Paris, 2 vol., 2014   (ISBN 978-2-84847-017-7)
- Yves Simoens, sj, Évangile selon Jean, éditions Facultés jésuites de Paris, 2016
- Yves Simoens, sj, Croire en Jésus selon Jean. Redécouvrir la foi de l'Évangile, éditions Salvator, 2021
- Georg Strecker (de), Die Anfänge der Johanneischen Schule, New Testament Studies, vol. 32, 1986, p. 31-47
- Jens-Wilhelm Taeger (de),  Johannesapokalypse und johanneischer Kreis. Versuch einer traditionsgeschichtlichen Ortsbestimmung am Paradigma der Lebenswasser-Thematik, Walter De Gruyter, New York/Berlin, 1989  (ISBN 3-11-011359-7)
- Jean Zumstein, La Communauté johannique et son histoire : La trajectoire de l'évangile de Jean aux deux premiers siècles, Labor et Fides, 1990

### Articles et chapitres
- Paul Anderson, « The Johannine Community », 2012
- Harold W. Attridge, « Johannine Christianity », Cambridge History of Christianity, 2006 DOI 10.1017/CHOL9780521812399.008
- Arthur J. Bellinzoni. The Early Christian Community: From Diversity to Unity to Orthodoxy, Wells College Faculty Club, 2000
- Yves Marie Blanchard, « L'histoire de la communauté johannique », 2006
- Régis Burnet, « L'hypothèse de l'« école johannique » », Le Monde de la Bible, Bayard/UCL,‎ janvier 2015 (ISBN 9791029600289)
- Jean Zumstein, « Les épîtres johanniques », in Daniel Marguerat (dir.), Introduction au Nouveau Testament, Labor et Fides, 2008